# 索托斯峰
62°29′57″S 59°40′59″W / 62.49917°S 59.68306°W

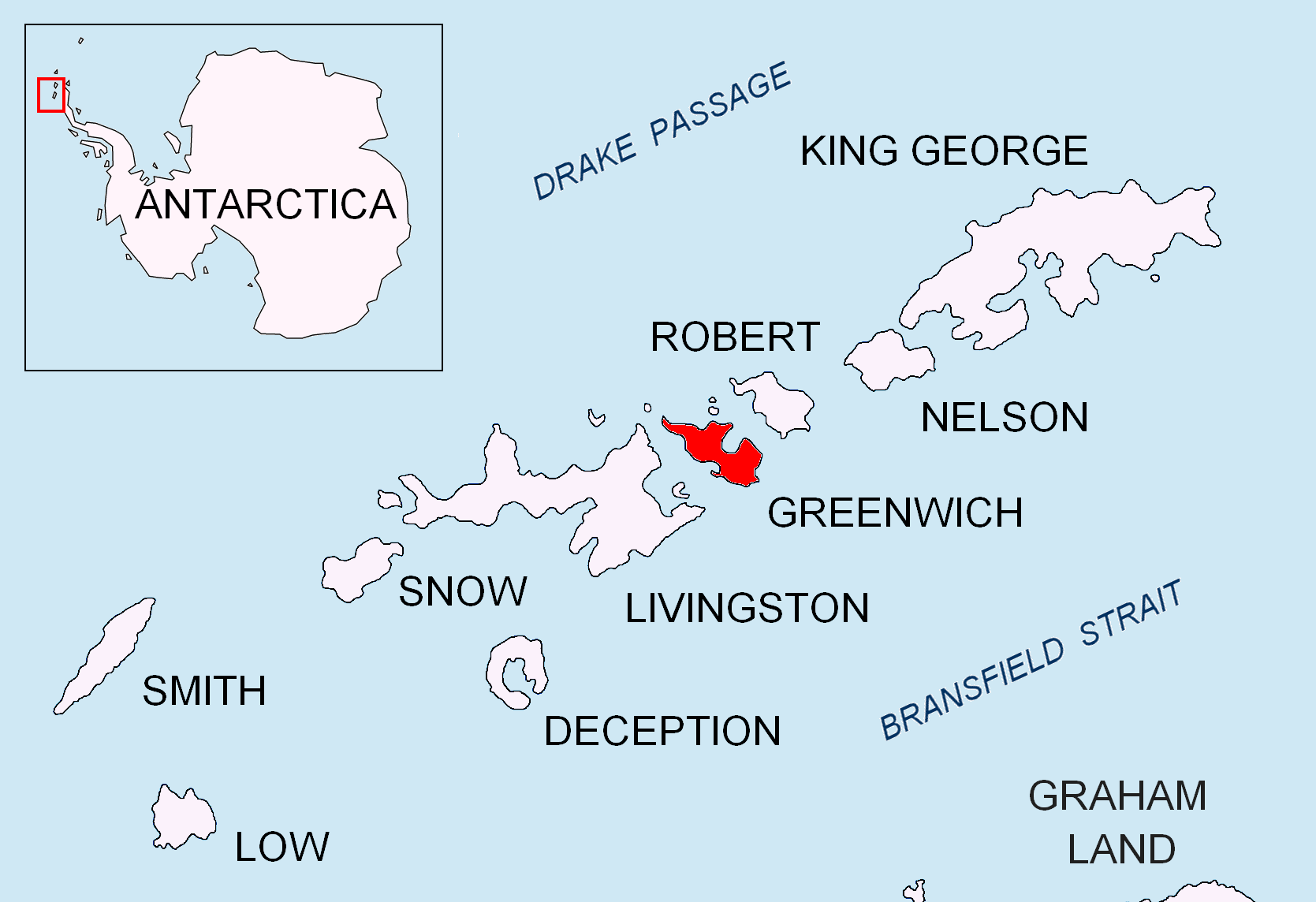

索托斯峰是南極洲的山峰，位於南設得蘭群島中格林尼治島的發現號灣東南部，處於阿什角西南面3.3公里和費雷爾角東北面1.18公里。

## 外部連結
- SCAR Composite Antarctic Gazetteer（页面存档备份，存于）.